# Neonectria neomacrospora
Neonectria neomacrospora är en svampart som först beskrevs av C. Booth & Samuels, och fick sitt nu gällande namn av Mantiri & Samuels 2001. Neonectria neomacrospora ingår i släktet Neonectria och familjen Nectriaceae.   Inga underarter finns listade i Catalogue of Life.